# Lucchitta Glacier
Lucchitta Glacier är en glaciär i Antarktis. Den ligger i Västantarktis. Inget land gör anspråk på området. Lucchitta Glacier ligger 267 meter över havet.
Terrängen runt Lucchitta Glacier är huvudsakligen platt, men åt sydväst är den kuperad. Trakten är obefolkad. Det finns inga samhällen i närheten.